# Black Kite
Black Kite és una pel·lícula dramàtica afganesa-canadenc del 2017 dirigida per Tarique Qayumi. Protagonitzat per Haji Gul Aser i Leena Alam. La pel·lícula es va rodar ràpidament durant quinze dies on es van traslladar ubicacions per evitar ser aturats pels talibans. La pel·lícula es va projectar a la secció Contemporary World Cinema al Festival Internacional de Cinema de Toronto de 2017. Va guanyar el premi de l'audiència a la Secció Panorama de la VI edició de Asian Film Festival Barcelona.